# Carex stenoptila
Carex stenoptila är en halvgräsart som beskrevs av Frederick Joseph Hermann. Carex stenoptila ingår i släktet starrar, och familjen halvgräs. Inga underarter finns listade i Catalogue of Life.